# B-мода
B-мода поляризации — одна из поляризованных компонент фонового реликтового излучения. В общем случае, поляризация реликтового излучения может быть разделена на две составляющие. Безвихревая составляющая, называемая Е-модой по аналогии с электростатическим полем, была обнаружена радиотелескопом в ходе эксперимента Degree Angular Scale Interferometer в 2002 году. Вторая составляющая является чисто вихревой и названа В-модой.
Предполагается наличие двух разновидностей В-моды:
- первой, излучённой вследствие инфляционного расширения Вселенной непосредственно после Большого взрыва[2][3][4];
- второй, претерпевшей позднейшее преломление в гравитационных линзах[5].

В марте 2014 года группа эксперимента «BICEP2» заявила об обнаружении первого типа B-моды поляризации, связанной с инфляционным расширением и гравитационными волнами в ранней Вселенной. Однако, данные обсерватории Planck показали, что результат BICEP2 можно полностью отнести на счёт галактической пыли.
Второй, вихревой, тип B-моды поляризации был открыт ранее на телескопе антарктической станции «Амундсен-Скотт» при помощи спутника «Гершель».